# 伊曲康唑
伊曲康唑（INN：itraconazole，ITZ）常見商品名 Sporanox（斯皮仁諾、適撲諾），是一種广谱的三唑类合成抗真菌药，用於治療多種真菌感染，包括麴黴病、芽生菌病、山谷熱（球孢子菌病）、組織胞漿菌病和副球黴菌病 。
給藥方式有口服或靜脈注射。
使用後常見的副作用有噁心、腹瀉、腹痛、皮疹和頭痛。嚴重的副作用有肝病、心臟衰竭、史蒂芬斯－強森症候群以及過敏反應（包含過敏性休克）。在個體於懷孕期間使用對於胎兒，或是母乳哺育期間使用對於嬰兒是否安全尚不清楚。此藥物屬於三唑類藥物。它透過影響真菌的細胞膜或是其代謝來阻止真菌生長，而發揮治療作用。
伊曲康唑於1978年取得專利，並於1992年在美國獲准用於醫療用途。且已列入世界衛生組織基本藥物標準清單之中。
近期的研究工作顯示此藥物也可能透過抑制刺蝟信號通路（作用方式與藥物索尼德吉類似）來用於癌症治療。
伊曲康唑具有比氟康唑更廣譜的活性（但伏立康唑和泊沙康唑譜系更廣）。伊曲康唑對麴黴屬有很強抗菌活性，而氟康唑則沒有。它也獲准用於治療芽生菌病、孢子絲菌病、組織胞漿菌病和甲癬（灰指甲）。伊曲康唑與蛋白質的結合率大於99％，幾乎無法滲透入腦脊液。因此，不能用於治療腦膜炎或其他中樞神經系統的感染。約翰霍普金斯大學抗生素指南（Johns Hopkins Abx Guide）寫到："極微量的藥物可滲透至腦脊液，然而有成功治療隱球菌屬腦膜炎和球孢子菌屬腦膜炎的案例"。
在其他抗真菌藥物不適用或無效時，也可使用伊曲康唑來治療全身性感染，如麴黴病、念珠菌症和隱球菌病。
伊曲康唑已被研究作為治療罹患有基底細胞癌、非小細胞肺癌、膠質母細胞瘤和攝護腺癌患者的抗癌藥物。最近的一篇回顧文章也強調將伊曲康唑局部（外用）或口服，與其他化學治療藥物聯合，用以治療無法進行手術的晚期和轉移性基底細胞癌。

## 副作用
人體對於伊曲康唑有相对良好的耐受性，它产生的副作用与其他唑类抗真菌药物类似。
- 有4％的人使用伊曲康唑后，體內穀丙轉氨酶水平會升高。
- "可能性很小但恶化风险很大"的充血性心力衰竭，但出现率小于1／10000。[18]
- 肝衰竭，有時會致命

口服液中使用的环糊精糖浆制剂能引起腹泻。出現下述副作用應立即諮詢醫護人員：
- 恶心
- 呕吐
- 腹痛
- 疲劳
- 食欲不振
- 皮肤泛黃（黄疸）
- 眼白泛黃
- 瘙痒
- 排深色尿液
- 排淺色糞便
- 頭痛

伊曲康唑因其可能導致新發或惡化心臟衰竭的風險，而被賦予黑框警告。藥品上市後，亦曾有其他心臟及體液相關之不良反應事件的零星報告。

## 交互作用
伊曲康唑不得與下述藥物/物質一起使用：
- 胺碘酮
- 西沙必利（英语：Cisapride）
- 多非利特（英语：Dofetilide）
- 尼索地平（英语：Nisoldipine）
- 酒精
- 雙氟苯丁哌啶苯並咪唑酮
- 奎尼丁
- 魯拉西酮
- 洛伐他汀（英语：Lovastatin）或辛伐他汀
- 咪達唑侖或三唑侖
- 麥角類藥物如：
  - 二氫麥角胺（英语：Dihydroergotamine）
  - 麥角新鹼
  - 麥角胺
  - 甲麥角林（英语：Methylergometrine）

## 藥理學

### 藥效學
伊曲康唑的作用機制與其他唑类抗真菌藥相同：它抑制真菌细胞膜色素P450 51A1氧化酶 （CYP51A1，羊毛甾醇-14α-脫甲基酶）介导的麦角甾醇合成。因为它也能抑制细胞色素P450 3A4酶（CYP3A4），所以与其他药物同时服药时会产生相互作用，必须调整剂量。
伊曲康唑在藥理學上與其他唑類抗真菌藥物不同，因為它是該類藥物中唯一被證實能同時抑制刺蝟信號通路和血管新生的藥物。這些獨特的活性與抑制P450 51A1無關，且負責的確切分子靶點仍未被確認。功能上，伊曲康唑的抗血管新生活性已被證實與糖基化抑制、VEGFR2磷酸化抑制、運輸抑制以及膽固醇生物合成途徑抑制有關。證據顯示，伊曲康唑抑制刺蝟信號通路的結構決定因素與其抗血管新生活性的相關結構決定因素明顯不同。

### 藥物動力學
伊曲康唑與環孢素、奎尼丁和克拉黴素類似，可抑制P-糖蛋白，透過減少有機陽離子藥物的排除，並增加其吸收，而導致藥物交互作用。使用傳統的伊曲康唑製劑，患者之間的血清濃度差異很大（通常導致血清濃度低於治療指數）。因此，傳統上建議患者在飯後服用伊曲康唑，而非飯前服用。
一種透過歐盟分散式審批程序授權上市的產品 (Lozanoc)具有更高的生物利用度，對與食物同時攝取的敏感性降低，因此血清濃度的變異性也降低。

## 化學性質

手性中心以星號標示。

伊曲康唑分子有三個不對稱碳原子（手性碳原子）。二氧戊環上的兩個手性中心彼此相對固定，且三唑亞甲基和芳氧基亞甲基二氧戊環取代基始終呈順式排列。臨床製劑是四種立體異構物（兩對對映立體異構）的1:1:1:1混合物。

四個伊曲康唑的非對映異構物。

## 歷史
伊曲康唑於1992年在美國獲准用於醫療用途。
它已被美國食品藥物管理局（FDA）和歐洲藥品管理局（EMA）授予孤兒藥的認定。

## 社會與文化

### 市售配方
伊曲康唑口服蓝色胶囊长度为⅞英吋（22毫米）内含1.5毫米的微小颗粒。每粒胶囊含有100毫克，通常每天多次服用，比如每12小时服药一次。伊曲康唑的商品名为斯皮仁诺胶囊，由楊森製藥生产开发，强生公司的子公司负责销售。斯皮仁诺的制造过程中韩国持有部分专利。该胶囊的内含蓝色小颗粒，在比利时贝尔瑟生产。 

### 費用
大约180个普通胶囊价格为360美元。如果患者每天服用两次，服用三个月，大约需要服用超过540粒胶囊，预计费用会超过1,080美元。花费几千美元的费用可能会使患者提前停药，这样会增加真菌在体内再生的风险。

## 外部連結
- 维基共享资源上的相關多媒體資源：伊曲康唑

Template:Piperazines